# Langue des signes soudanaise
La langue des signes soudanaise, est la langue des signes utilisée par les personnes sourdes et leurs proches au Soudan.